# Jan Kazimierz Suchorzewski
Jan Kazimierz Suchorzewski (ur. 14 stycznia 1895 w Goworowie, zm. 13 października 1965 w Leżajsku) – major piechoty Wojska Polskiego, strzelec sportowy, olimpijczyk z Berlina 1936.

## Życiorys
Jan Kazimierz Suchorzewski urodził się 14 stycznia 1895 roku w Goworowie koło Ostrołęki, w rodzinie Jana i Apolonii z Piotrowskich. Żołnierz Legionów. Uczestnik wojny 1920 roku.
5 października 1924 roku został przeniesiony z 71 pułku piechoty w Ostrowi Mazowieckiej do Korpusu Ochrony Pogranicza. Pełnił służbę w 1 batalionie granicznym. Na kapitana awansował ze starszeństwem z dniem 1 stycznia 1931 roku. W 1932 roku pełnił służbę w 1 pułku Strzelców Podhalańskich w Nowym Sączu.
Uczestnik kampanii wrześniowej. Jeniec oflagu w Murnau.
Mistrz Polski w strzelaniu z pistoletu dowolnego do sylwetek (1934, 1935) oraz brązowy medalista w strzelaniu z pistoletu wojskowego na 20 m (1937). Na igrzyskach olimpijskich w 1936 r. zajął 7. miejsce w strzelaniu z pistoletu szybkostrzelnego – 36 strzałów do 6 sylwetek 25 m.

## Ordery i odznaczenia
- Krzyż Niepodległości – 9 listopada 1932 roku „za pracę w dziele odzyskania niepodległości”[6]
- Krzyż Walecznych dwukrotnie